# غيوم جولي
غيوم جولي (بالفرنسية: Guillaume Joli) ولد 27 مارس 1985 هو لاعب كرة يد فرنسي يلعب لصالح منتخب فرنسا.

## الأنجازات
- فاز بالميدالة الذهبية مع المنتخب الفرنسي في الألعاب الأولمبية الصيفية 2012.
- فاز مع منتخب بلاده ببطولة العالم 2009 [4] و2015.
- فاز مع منتخب بلاده ببطولة أوروبا 2010 و2014

## روابط خارجية
- غيوم جولي على موقع الاتحاد الأوروبي لكرة اليد (الإنجليزية)
- غيوم جولي على موقع الاتحاد الفرنسي لكرة اليد (الفرنسية)
- غيوم جولي على موقع أوليمبيديا (الإنجليزية)
- غيوم جولي على موقع اللجنة الأولمبية الفرنسية (مؤرشف) (الفرنسية)